# غزوان خير بك
غزوان رفعت خير بك (1961 - ) هو سياسي سوري، وعضو عامل في حزب البعث العربي الاشتراكي فرع الجمهورية العربية السورية منذ 1982. حاصل بكالوريوس في الهندسة الميكانيكية 1987، ودكتوراه في الإدارة العامة في 2004، من «جامعة تشرين» في سورية. شغل منصب وزير النقل بين 2014 و2016، ومدير عام كل من «الشركة العامة لمرفأ طرطوس» بين 2013 و2014، والشركة العامة للنقل الداخلي في اللاذقية بين 2001 و2013. شغل العديد من المناصب في «مجلس مدينة اللاذقية» بين 1995 و2001 منها؛ رئيس مصلحة التنظيفات، ومسؤول مشروع البرك التزيينية، ورئيس شعبة المرآب، ومدير الآليات والمركبات. وتولى العديد من المهام في«الشركة العامة للمحركات الكهربائية» بين 1988 و1995 وهي؛ رئيس قسم المخابر، ومدير صالة المحركات الكهربائية، ومعاون مدير التخطيط.